# Downsyde
Downsyde ist eine Hip-Hop-Band aus der westaustralischen Stadt Perth.

## Geschichte
Downsyde entstand aus einer Schülerband der beiden MCs Scott Griffiths (MC Optamus) und Shahbaz Rind (MC Dyna-mikes), die erstmals 1996 bei einem Schülerwettbewerb auftraten. Später traten ein dritter MC, Darren Reutens (MC Dazastah), sowie der DJ Damien Allia (DJ Armee), der Schlagzeuger Salvatore Pizzata und der Keyboarder Mat Cheetham (Cheeky) der Gruppe bei. Downsyde bestritt vier Jahre lang ausschließlich Liveauftritte. Im Jahr 2000 veröffentlichte sie ein erstes Album mit Aufnahmen der vergangenen vier Jahre.

## Diskografie

### Alben
- Epinonimous – Syllaboliks (2000)
- Land of the Giants – Hydrofunk/Virgin (2003)
- When the Dust Settles – Obese (2004)
- All City – Illusive Records (2008)

### Singles
- Gifted Life – Hydrofunk/Virgin (2002)
- El Questro – Hydrofunk/Virgin (2003)
- Clap Your Hands - (2003)
- Lesfortunate – Obese (2004)
- Fortune and Fame – Illusive (2008)
- Life Speed – Illusive (2008)